# Adolescents
Gli Adolescents sono un gruppo hardcore punk statunitense formato nel 1980 a Fullerton, California.

## Storia del gruppo
Gli Adolescents si formarono dopo che Steve Soto lasciò gli Agent Orange nel dicembre del 1979. La formazione originale era capitanata dal cantante Tony Cadena, con Steve Soto al basso, Frank Agnew e John O'Donovan alla chitarra e Peter Pan alla batteria. Sia O'Donovan sia Pan se ne andarono in giugno e vennero rimpiazzati da Rikk Agnew e Casey Royer (membri, rispettivamente, dei Social Distortion e dei The Detours). Possono essere considerati i "pionieri" dell'hardcore punk della contea di Orange.
Più tardi, lo stesso anno, il gruppo pubblicò una delle canzoni classiche del genere, Amoeba, per la Posh Boy Records. La traccia comparve anche sulla Rodney on the ROQ compilation, creata del DJ di Los Angeles Rodney Bingenheimer.
Successivamente gli Adolescents firmarono un contratto con la Frontier Records; era il gennaio del 1981. Il mese successivo venne registrato il primo album, Adolescents. In breve il disco divenne uno dei più venduti dell'hardcore californiano di quel periodo, secondo solo a Fresh Fruit for Rotting Vegetables dei Dead Kennedys. Dopo l'uscita dell'LP, Rikk Agnew abbandonò il gruppo e venne rimpiazzato da Pat Smear, già membro dei The Germs. Questa formazione durò fino alla fine di giugno, quando Smear lasciò (in seguito sarebbe diventato membro dei Nirvana e dei Foo Fighters).
Nell'agosto del 1981, gli Adolescents si sciolsero. In seguito Cadena formò i The Abandoned, Soto e Agnew entrarono nei Legal Weapon, Royer formò i D.I. e Agnew cominciò a suonare coi Christian Death.
Rikk Agnew produsse un album solista nel 1983, per poi entrare nei D.I. con Alfie Agnew (fratello minore di Frank e Rikk).

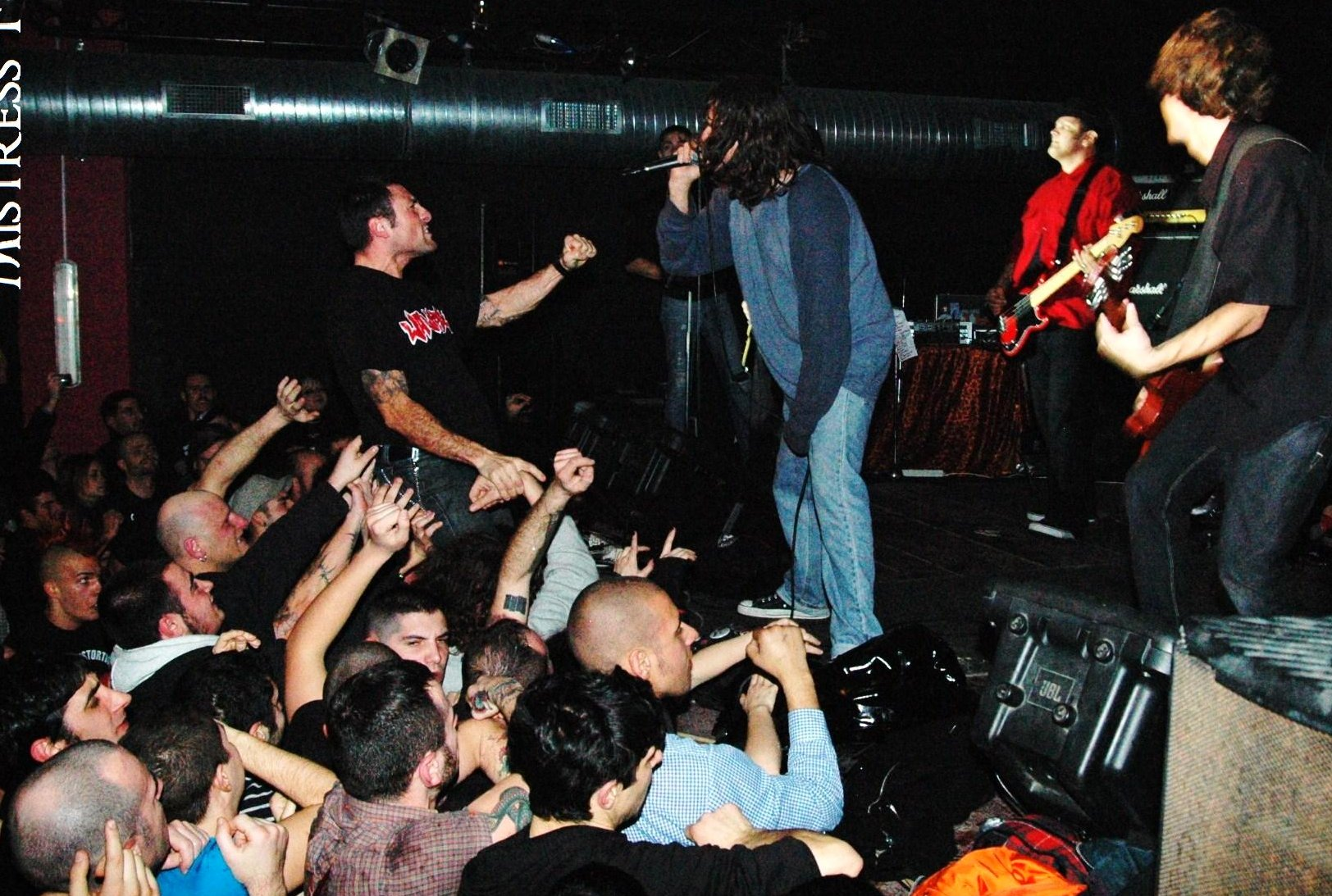
Gli Adolescents in concerto a Roma.

Nel 1986 gli Adolescents si riformarono con la formazione originale e iniziarono a lavorare su un nuovo disco. Prima della registrazione però, Casey Royer e Frank Agnew abbandonarono il gruppo. Il primo per continuare a suonare coi D.I., ed il secondo a causa di una perdita di interesse. Sandy Hansen prese il posto di Royer alla batteria, mentre Alfie sostituì Frank alla chitarra. La band registrò Brats in Battalions alla fine dell'estate. Nell'agosto del 1987 venne pubblicato in maniera indipendente dal gruppo, che si pagò da solo la produzione.
All'inizio del 1987 Alfie andò al college, ed il suo posto venne preso da Dan Coburn. Prima della fine dell'anno però, anche Cadena e lo stesso Coburn lasciarono il gruppo. Nel 1988, Rikk Agnew e Steve Soto decisero di rimpiazzare Coburn con Paul Casey. Questi però, mollò dopo soli quattro mesi per lasciar spazio a Frank Agnew. Dopo il tour che ne seguì venne registrato Balboa Fun*Zone.
Nell'aprile del 1989 gli Adolescents si sciolsero nuovamente. Steve Soto, Sandy Hansen e Frank Agnew ripartirono dai Joyride, mentre Rikk Agnew pubblicò un paio di album solisti. Nel 2001 il gruppo si riformò per festeggiare il 20º anniversario del loro primo disco, per poi continuare a suonare. Successivamente pubblicarono nel 2005, su Finger Records, a distanza di 17 anni dall'ultimo lavoro in studio, O.C. Confidential.
Nel marzo del 2007 cominciarono a scrivere nuovi pezzi per l'album The Fastest Kid Alive , il quale sarebbe dovuto uscire poco dopo ma la pubblicazione fu posticipata all'anno successivo. A causa di un cambio di formazione, il disco invece fu messo in commercio, per Concrete jungle Records, il 3 giugno 2011.
Il brano Kids of the Black Hole, contenuto nel primo album, fu usato come colonna sonora per la session di Mike Escamillas nel video 'Forward' BMX prodotto dalla Etnies. Il brano è stato citato anche dai NOFX nella canzone Kids of the K-hole contenuta all'interno dell'album So Long and Thanks for All the Shoes. Creatures è stata usata come colonna sonora del video della Creature Skateboards Born Dead.
Amoeba fu usata nel videogioco Tony Hawk's Pro Skater 3, ma anche nel film SLC Punk!. Nel 2006 il cantante Tony Cadena ha partecipato alla creazione di un album di cover dei Ramones per bambini, Brats on the Beat, suonando la canzone Cretin Hop.
I Dropkick Murphys fecero una cover di Who Is Who? per il videogioco Tony Hawk's American Wasteland. Il batterista Derek O'Brien fu in origine batterista dei Social Distortion sul disco Mommy's Little Monster. Richard Hung Himself, conosciuta come una canzone dei D.I., fu in origine una canzone degli Adolescents, che sarebbe dovuta uscire su Welcome to Reality - EP.

## Discografia

### Album di studio
- 1981 - Adolescents
- 1987 - Brats in Battalions
- 1988 - Balboa Fun*Zone
- 2005 - O.C. Confidential
- 2011 - The Fastest Kid Alive
- 2014 - La Vendetta...
- 2016 - Manifest Density

### Album dal vivo
- 1989 - Live 1981 and 1986
- 1997 - Return to the Black Hole
- 2004 - The Show Must Go Off: Live at the House of Blues

### Raccolte
- 1988 - Middle Class Uprising (con T.S.O.L. e Circle Jerks)
- 2005 - Complete Demos 1980-1986

### EP
- 1981 - Welcome to Reality
- 2003 - Unwrap and Blow Me
- 2012 - American Dogs in Europe

### Split album
- 2009 - Burning Heads / Adolescents
- 2012 - Adolescents / Muletrain
- 2015 - Hot War

### Singoli
- 1990 - Amoeba
- 2015 - Gin

## Videografia

### DVD
- 2004 - Live at the House of Blues

## Formazione

### Formazione attuale
- Tony Cadena - voce
- Dan Root - chitarra
- Ian Taylor - chitarra
- Steve Soto - basso
- Mike Cambra - batteria

### Principale
- Tony Cadena (voce)
- Frank Agnew (chitarra)
- Rikk Agnew (chitarra)
- Steve Soto (basso)
- Casey Royer  (batteria)

### Ex componenti
- Alfie Agnew (chitarra, 1987)
- Frank Agnew (chitarra, 2001-05)
- Frank Agnew Jr. (chitarra, 2005-08)
- Rikk Agnew (chitarra, 1980-89)
- Jeff Beans (basso, 1982)
- Dan Colburn (chitarra, 1987-89)
- Armando Del Rio (batteria, 2008-13)
- Sandy Hansen (batteria, 1987-89)
- Joe Harrison (chitarra, 2005-12)
- Rick Herschbeth (chitarra, 1982)
- Mike McKnight (chitarra, 2008-14)
- Derek O'Brien (batteria, 2001-08)
- John O'Donovan (chitarra, 1980)
- Peter Pan (batteria, 1980)
- Paul (chitarra, 1988-89)
- Steve Roberts (chitarra, 1981-82)
- Casey Royer (batteria, 1980-87)
- Pat Smear (chitarra, 1981)